# Danton Heinen
Danton Heinen (né le 5 juillet 1995 à Langley dans la province de Colombie-Britannique au Canada) est un joueur professionnel canadien de hockey sur glace. Il évolue au poste d'attaquant.

## Biographie
Alors qu'il évolue dans la ligue de hockey de la Colombie-Britannique au niveau junior A, il est repêché par les Bruins de Boston au 116e rang, quatrième tour, du repêchage d'entrée dans la LNH 2014. 
Il rejoint par la suite les Pioneers de l'Université de Denver. Il joue deux saisons à l'université et réalise des saisons de 45 et 48 points, performances qui lui valent des présences aux équipes d'étoiles et des honneurs, tels que le titre de Rookie of the Year (recrue de l'année) à sa première saison et la saison suivante, celui de Forward of the Year (attaquant de l'année) qui sont décernés dans la division NCHC.
Après avoir signé avec les Bruins en avril 2016, il rejoint le club-école de l'équipe, les Bruins de Providence, vers la fin de la saison 2015-2016. Il passe la majorité de la saison 2016-2017 dans la LAH avec Providence, mais fait ses débuts dans la LNH avec Boston en prenant part à 8 parties dans la grande ligue.
Le 24 février 2020, il est échangé aux Ducks d'Anaheim en retour de Nick Ritchie.

## Statistiques
| Saison     | Équipe                 | Ligue      |     | Saison régulière | Saison régulière | Saison régulière | Saison régulière | Saison régulière |   | Séries éliminatoires | Séries éliminatoires | Séries éliminatoires | Séries éliminatoires | Séries éliminatoires |
| Saison     | Équipe                 | Ligue      | PJ  | B                | A                | Pts              | Pun              | PJ               | B | A                    | Pts                  | Pun                  |                      |                      |
| 2012-2013  | Centennials de Merritt | BCHL       | 2   | 0                | 2                | 2                | 0                | -                | - | -                    | -                    | -                    |                      |                      |
| 2013-2014  | Eagles de Surrey       | BCHL       | 57  | 29               | 33               | 62               | 8                | 6                | 2 | 5                    | 7                    | 2                    |                      |                      |
| 2014-2015  | Université de Denver   | NCHC       | 40  | 16               | 29               | 45               | 10               | -                | - | -                    | -                    | -                    |                      |                      |
| 2015-2016  | Université de Denver   | NCHC       | 41  | 20               | 28               | 48               | 10               | -                | - | -                    | -                    | -                    |                      |                      |
| 2015-2016  | Bruins de Providence   | LAH        | 2   | 0                | 2                | 2                | 2                | 2                | 0 | 0                    | 0                    | 0                    |                      |                      |
| 2016-2017  | Bruins de Boston       | LNH        | 8   | 0                | 0                | 0                | 2                | -                | - | -                    | -                    | -                    |                      |                      |
| 2016-2017  | Bruins de Providence   | LAH        | 64  | 14               | 30               | 44               | 14               | 17               | 9 | 9                    | 18                   | 0                    |                      |                      |
| 2017-2018  | Bruins de Providence   | LAH        | 4   | 1                | 7                | 8                | 2                | -                | - | -                    | -                    | -                    |                      |                      |
| 2017-2018  | Bruins de Boston       | LNH        | 77  | 16               | 31               | 47               | 16               | 9                | 1 | 0                    | 1                    | 2                    |                      |                      |
| 2018-2019  | Bruins de Boston       | LNH        | 77  | 11               | 23               | 34               | 16               | 24               | 2 | 6                    | 8                    | 2                    |                      |                      |
| 2019-2020  | Bruins de Boston       | LNH        | 58  | 7                | 15               | 22               | 8                | -                | - | -                    | -                    | -                    |                      |                      |
| 2019-2020  | Ducks d'Anaheim        | LNH        | 9   | 3                | 1                | 4                | 2                | -                | - | -                    | -                    | -                    |                      |                      |
| 2020-2021  | Ducks d'Anaheim        | LNH        | 43  | 7                | 7                | 14               | 0                | -                | - | -                    | -                    | -                    |                      |                      |
| 2021-2022  | Penguins de Pittsburgh | LNH        | 76  | 18               | 15               | 33               | 16               | 7                | 3 | 0                    | 3                    | 4                    |                      |                      |
| 2022-2023  | Penguins de Pittsburgh | LNH        | 65  | 8                | 14               | 22               | 12               | -                | - | -                    | -                    | -                    |                      |                      |
| 2023-2024  | Bruins de Boston       | LNH        | 74  | 17               | 19               | 36               | 28               | 8                | 0 | 1                    | 1                    | 0                    |                      |                      |
| Totaux LNH | Totaux LNH             | Totaux LNH | 487 | 87               | 125              | 212              | 100              | 48               | 6 | 7                    | 13                   | 8                    |                      |                      |

## Trophées et honneurs personnels

### Ligue de hockey de la Colombie-Britannique (LHCB)
- 2013-2014 :
  - nommé dans l'équipe des recrues
  - remporte le trophée Bob-Fenton du joueur au meilleur esprit sportif
  - remporte le trophée Bruce Allison de la meilleure recrue

### National Collegiate Hockey Conference
- 2014-2015 :
  - nommé dans l'équipe des recrues
  - nommé dans la deuxième équipe d'étoiles
  - nommé recrue de l'année
- 2015-2016 :
  - nommé dans la première équipe d'étoiles
  - nommé attaquant de l'année